# Kanton Saint-Amarin
Saint-Amarin is een voormalig kanton van het Franse departement Haut-Rhin.

## Geschiedenis
Het kanton maakt deel uit van het arrondissement Thann tot beide op 22 maart 2015 werden opgeheven. De gemeenten werden opgenomen in het kanton Cernay en het arrondissement Thann-Guebwiller.

## Gemeenten
Het kanton Saint-Amarin omvatte de volgende gemeenten:
- Fellering
- Geishouse
- Goldbach-Altenbach
- Husseren-Wesserling
- Kruth
- Malmerspach
- Mitzach
- Mollau
- Moosch
- Oderen
- Ranspach
- Saint-Amarin (hoofdplaats)
- Storckensohn
- Urbès
- Wildenstein